# Conceptismo

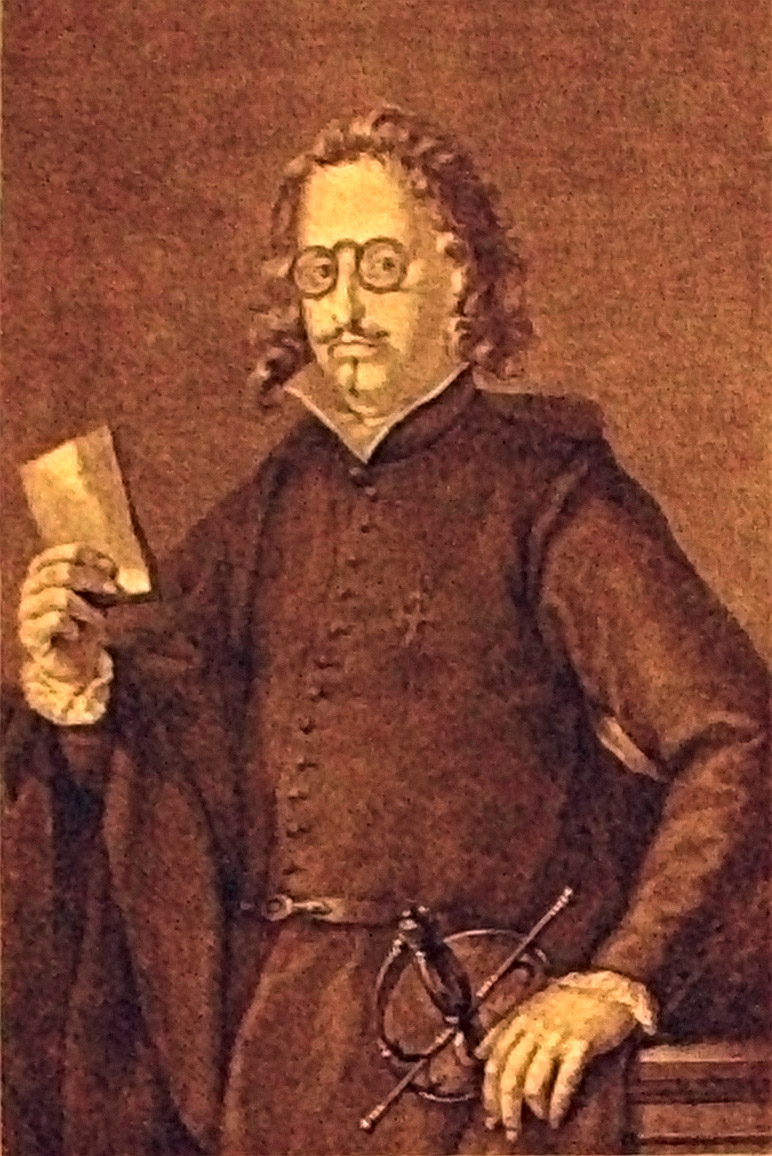
Francisco de Quevedo y Villegas, uno de los más grandes representantes del conceptismo barroco.

El conceptismo es una corriente de la literatura, con especial curso en la lírica cancioneril del siglo XV y el Barroco del siglo XVII en España, que se funda en una asociación ingeniosa entre palabras e ideas denominadas «concepto» o «agudeza».

## Definición
Su máximo teórico contemporáneo, Baltasar Gracián, en la Agudeza y arte de ingenio, define el «concepto» como: «Un acto del entendimiento que expresa la correspondencia que se halla entre los objetos». El conceptismo se caracteriza por buscar una concisión exacta en la expresión que concentre el máximo significado en las menores palabras posibles (mot juste), de tal manera que incluso se concentren varios significados, aunque con pertinencia al tema o caso que se trata. De este modo se crea un frecuente polisemia casi siempre con la intención cortesana de presumir de ingenio para suscitar la admiración o aprobación de un auditorio exigente o culto, o para justificar o mantener el mecenazgo de algún noble.

## Estilo
El conceptismo opera con los significados de las palabras y con las relaciones ingeniosas entre ellas, para lo cual se sirve de un gran conocimiento y práctica de la disciplina retórica. Sus recursos formales más usuales son la elipsis, el zeugma, la anfibología y polisemia, la antítesis, el equívoco, la paradoja o la paronomasia, siempre en búsqueda de un laconismo sentencioso, para lo cual se inspira en el trabajado y retórico estilo de la Edad de Plata de la literatura latina, especialmente en autores como Ovidio, Séneca, Tácito y Marcial.

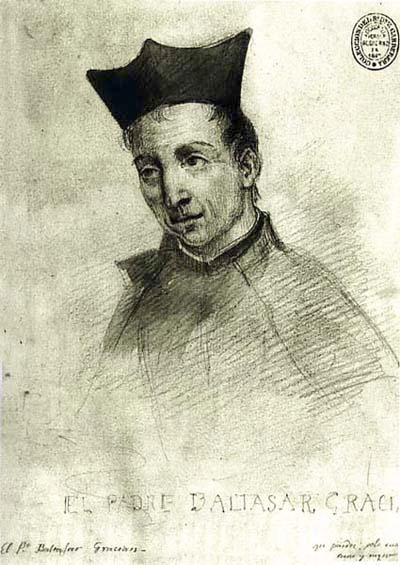
Baltasar Gracián

Al igual que el culteranismo o gongorismo, el conceptismo, en la línea de toda la estética manierista y barroca, propone como valor estético la dificultad del lenguaje literario, que busca singularizarse y refinarse cortesanamente, frente a la llaneza de la lengua del Renacimiento, sentida como vulgarizante; así lo señala Gracián con las siguientes palabras:

La verdad, cuanto más dificultosa, es más agradable, y el conocimiento que cuesta es más estimado.

En su busca de distinción cortesana, el conceptismo dificulta la comprensión acumulando un máximo pensamiento en un mínimo de forma, para lo cual hace un gran y extenso uso de las figuras retóricas (elipsis y zeugma, sobre todo) y escoge prioritariamente la prosa, al contrario que el Culteranismo, estética conceptista que prefiere el verso y sigue el procedimiento opuesto de amplificar un mínimo de pensamiento en un máximo de forma confusa y laberíntica que impresione y confunda los sentidos. En ambos casos la expresión es retorcida y enigmática y el deleite artístico se obtiene de su desciframiento.
Por tanto, es el resultado de la evolución hacia el arte intelectual propugnado por el Manierismo, y una consecuencia del agotamiento de los modelos clásicos de prosa y verso establecidos por el Renacimiento. También influye la instauración de nuevos cánones estéticos prescritos por la Contrarreforma en el Concilio de Trento, cuyo propósito era distanciar y alejar de la cultura al pueblo al mismo tiempo que impresionarlo con apariencias espectaculares, patéticas y sentimentales cuyo mensaje intelectual nunca se le ofrece claro y patente. 
El conceptismo se funda en la agudeza, o refinamiento cortesano y aristocrático del ingenio; esta se expresa en forma concreta mediante conceptos, que Ramón Menéndez Pidal define así:

Contrastando con el lenguaje del siglo XVI d. C., predomina en el XVII la frase elíptica. Era esta la forma apropiada para el estilo conceptuoso que entonces predominó entre los prosistas (contrario al que dominó entre los poetas, el culterano). La cláusula corta se prestaba muy especialmente para exponer los conceptos, que así llamaban a la comparación primorosa de dos ideas que mutuamente se esclarecen, y en general, todo pensamiento agudo enunciado de una manera rápida y picante. Lo que principalmente buscaba el conceptista al escribir era hacer gala de agudeza e ingenio, por eso muestra gusto especial por las metáforas forzadas, asociaciones anormales de ideas, transiciones bruscas y gusto por los contrastes violentos en que se funda todo humorismo, que humoristas son los grandes escritores de este siglo, Quevedo y Gracián. En estos autores geniales el humorismo aparece lleno de profundidad, la frase encierra más ideas que palabras (al revés del culteranismo, que prodiga más las palabras que las ideas). Pero en los autores de orden inferior de este siglo la agudeza suele estribar únicamente en lo rebuscado del pensamiento, en equívocos triviales y en estrambóticas comparaciones

Esta rapidez epigramática es puramente cortesana; en la Corte importa no perder ni hacer perder el tiempo: «lo bueno, si breve, dos veces bueno» y «más valen quintaesencias que fárragos», en máximas extraídas de Gracián. La concisión, la elipsis y el zeugma son las piedras angulares de esta retórica. Más accesorios son los claroscuros tenebristas de la antítesis, la paradoja y el contraste. Cuando la función del concepto es puramente ancilar y se subordina a una intención mayor, casi siempre relacionada con el desengaño moral, tiene lugar el enigma, que es la arquitectura que se levanta con los ladrillos de los conceptos, casi siempre es de naturaleza alegórica, y exige un desciframiento por parte del avispado hombre de ingenio que debe subir a esas alturas para gozar de la expresión con el descifrado de un estilo de gran complejidad; típicos géneros conceptistas son en este sentido el emblema y el auto sacramental. 
Bien entendido, el conceptismo posee dos ramas fundamentales, el Culteranismo, que dificulta la comprensión mediante la dispersión de un mínimo de significado en laberínticos y largos periodos que constituyen un enigma cultural e intelectual, y el Conceptismo propiamente dicho, que consiste en la concentración de significado en un mínimo de forma sonora significante por medio del abuso de los recursos de la elipsis. Igualmente, en el conceptismo propiamente dicho se recurre a juegos de palabras para acumular en las palabras significados que realmente no poseen, por medio de frecuentes anfibologías o dobles y aun triples sentidos. El conceptismo, pues, abusa de la retórica creando un lenguaje sumamente figurado y críptico. Lo hace a todos los niveles, tanto en el lenguaje germanesco y vulgar como en el más alquitarado y sublime de la lírica amorosa o la oratoria política y religiosa. Esta rama del conceptismo, sin embargo, halla tasa en la precisión del lenguaje: aunque el desciframiento del texto sea dificultoso, no se dice nada que no sea oportuno a la función de lo que se pretende decir, y no es la dificultad la que se persigue en sí misma, sino la precisión de los múltiples significados al propósito de la obra.
El crítico del siglo XX d. C. Adolfo Bonilla y San Martín afirmó que el conceptismo llegó a confluir al fin con el culteranismo y que:

No disloca ni renueva el léxico ni la sintaxis, como el culteranismo, pero sí las ideas; aunque algo anterior al gongorismo, se desarrolla coetáneamente con él y con él acaba por identificarse.

## Evolución
Un gran abuso de la retórica conceptista se produjo durante la Edad de Plata de la literatura latina, a causa del carácter cortesano que dio el régimen imperial a su mecenazgo, ausente de la época republicana. Con el precedente ya amanerado del poeta Publio Ovidio Nasón, brillan autores como el prosista Séneca, su sobrino el poeta Lucano, el epigramista Marcial y el historiador Tácito, quienes hacen gala de gran ingenio y concisión. Ya resulta curioso que los tres primeros proviniesen de Hispania. En pleno siglo XIV d. C. algunos lectores de don Juan Manuel, y más en concreto su amigo Jaime II de Jérica, lo criticaron por haber adoptado un estilo demasiado didáctico y sencillo en los apólogos recogidos en su Conde Lucanor o Libro de Patronio, por lo cual, a modo de apéndices, incluyó cuatro tratados escritos en forma de aforismos o sentencias en que procuraba condensar en pocas palabras la moral que de forma más extendida (amplificatio) había expresado en forma narrativa y más didáctica. Con cierto sentido del humor advierte don Juan que, si sus lectores ahora no entienden sus enseñanzas, será por culpa de don Jaime, que le pidió más oscuridad y concisión, o por falta de entendimiento en quienes lo leen.
En el siglo XV d. C. el ámbito cortesano del Prerrenacimiento hace que muchos poetas de la lírica cancioneril compitan por conseguir protección y mecenazgo, por lo cual exhiben su ingenio abusando de la retórica. Similar abuso retórico se encuentra en la latinizante prosa de época (La Celestina, por ejemplo) y en la poética de arte mayor de autores como Juan de Mena y sus imitadores. Ya a comienzos del siglo XVII d. C. Miguel de Cervantes se burlaría de aquellos excesos cortesanos y en concreto del abuso de la figura etimológica o políptoton en la primera parte de su Quijote (y aun antes en su prólogo contra la pedantería), refiriendo aquello de que a su héroe

Ningunos [libros] le parecían tan bien como los que compuso el famoso Feliciano de Silva: porque la claridad de su prosa, y aquellas intrincadas razones suyas, le parecían de perlas; y más cuando llegaba a leer aquellos requiebros y cartas de desafío, donde en muchas partes hallaba escrito: la razón de la sinrazón que a mi razón se hace, de tal manera mi razón enflaquece, que con razón me quejo de la vuestra fermosura, y también cuando leía: los altos cielos que de vuestra divinidad divinamente con las estrellas se fortifican, y os hacen merecedora del merecimiento que merece la vuestra grandeza. Con estas y semejantes razones perdía el pobre caballero el juicio, y desvelábase por entenderlas, y desentrañarles el sentido, que no se lo sacara, ni las entendiera el mismo Aristóteles, si resucitara para sólo ello.

Poco podía imaginar Cervantes que el barroco reviviría esa retórica de forma todavía aún más reconcentrada que en el XVI, aunque ya en la primera mitad de este siglo XVI d. C. el franciscano obispo Antonio de Guevara anduvo tanto en la Corte del emperador Carlos V que hizo lucir igualmente la retórica del ingenio en sus escritos como los posteriores mayores representantes del conceptismo del siglo XVII d. C., Francisco de Quevedo y Baltasar Gracián, sin alcanzar sin embargo sus niveles de exasperada concisión y esticomitia. Sin embargo, quien inició y bautizó esta estética fue un autor menor, Alonso de Ledesma, con sus celebérrimos Conceptos espirituales (tres partes, 1600, 1608 y 1612), donde se desarrollan varios puntos de doctrina cristiana de forma alegórica; el "concepto" es, de hecho, el centro de toda su producción literaria, que prosiguió con Juegos de la Nochebuena en cien enigmas (1611), El Romancero y monstruo imaginado (1615) y sus Epigramas y Hieroglíficos; Bonilla, además, escribió que Miguel Toledano, poeta de Cuenca y autor de Minerva sacra (1616) no le iba en zaga en esta primacía. 
Por otra parte, y paralelamente a la literatura en romance, el humanista Justo Lipsio impulsó este estilo en latín en la segunda mitad del siglo XVI, tanto en sus ediciones de Séneca como de Cornelio Tácito, y en sus propias obras latinas: una influencia que se dilata a lo largo de la centuria siguiente; Quevedo, por citar un ejemplo paradigmático, se muestra cercano seguidor de la obra literaria y filosófica de Justo Lipsio, y no solo por las epístolas latinas de juventud cruzadas con él. También Erycius Puteanus, discípulo de Lipsio, propugna y teoriza la oscuridad lacónica como norma del estilo en su De laconismo syntagma (1609). El laconismo se opone al asianismo retórico de la poesía seiscentista, un estilo que solemos identificar con la poesía culterana de Luis de Góngora, de amplio éxito a lo largo del siglo XVII. Baltasar Gracián nos detalla con equilibrada simplicidad la diferencia entre ambos estilos en el discurso LXI de su Agudeza y arte de ingenio:
«Descendiendo a los estilos en su hermosa variedad, dos son los capitales, redundante el uno, y conciso el otro, según su esencia: asiático y lacónico, según la autoridad. Yerro sería condenar cualquiera, porque cada uno tiene su perfección y su ocasión. El dilatado es propio de oradores; el ajustado de filósofos morales».
Sin embargo, el principal teorizador del Conceptismo es precisamente el escritor jesuita Baltasar Gracián en esta Agudeza y arte de ingenio, que es a la vez tratado teórico de poética conceptista y antología de esta estética. Afirmaba Gracián que los conceptos son:

Vida del estilo, espíritu del decir, y tanto tienen de perfección cuanto de sutileza. Hase de procurar que las proposiciones hermoseen el estilo, los misterios le hagan preñado; las alusiones, disimulado; los empeños, picante; las ironías le den sal; las crisis, hiel; las paronomasias, donaire; las sentencias, gravedad; las semejanzas lo fecunden y las paridades lo realcen; pero todo esto con un grano de acierto: que todo lo sazona la cordura.

Esto es, el conceptismo no es jugar con el lenguaje por solo jugar: todo está subordinado a la precisión y exactitud de lo que se pretende expresar. Ramón Menéndez Pidal comenta los afanes del conceptismo:

Lo que principalmente buscaba el conceptista al escribir era hacer gala de agudeza y de ingenio; por eso muestra gusto especial por las metáforas forzadas, asociaciones anormales de ideas, transiciones bruscas, y gusto por los contrastes violentos en que se funda todo humorismo, que humoristas son los grandes escritores de este siglo, Quevedo y Gracián. En estos autores geniales el conceptismo aparece lleno de profundidad, la frase encierra más ideas que palabras (al revés del culteranismo, que prodiga más las palabras que las ideas); pero en los autores de orden inferior de este siglo la agudeza suele estribar únicamente en lo rebuscado del pensamiento, en equívocos triviales y en estrambóticas comparaciones. El siglo XVI d. C. fue el del esplendor de la prosa castellana, el XVII es ya de decadencia; y uno de los síntomas de ésta es precisamente el buscar como principal sazón de la obra literaria el artificio y la agudeza.

Antonio Machado se mostró muy crítico con la vaciedad sustancial del conceptismo: «Culteranismo y conceptismo son, pues, para Mairena, dos expresiones de una misma oquedad», si bien salva de esa estética las virtudes de nuestros autores clásicos Luis de Góngora, Francisco de Quevedo, Pedro Calderón de la Barca y Baltasar Gracián.
El estilo del conceptismo se funda a fin de cuentas en usar la panoplia retórica para condensar significado. Karl Vossler citaba al respecto un pensamiento del hispanista decimonónico Franz Grillparzer, quien observó que el recurso fundamental de esta estética era el zeugma: un vocablo de no denotada importancia en la primera parte y que denota un concepto accesorio, en la segunda es convertido repentinamente en sujeto u objeto sin llamar la atención sobre él repitiendo la palabra. Por ejemplo: «Es el engaño muy superficial, topan luego con él los que lo son» (Gracián). Se alude a la palabra marcada con un pronombre. La elipsis de significado es un procedimiento esencial también para esta retórica del zeugma. 
Siguieron el conceptismo stricto sensu escritores castellanos del barroco (XVII) como Francisco de Quevedo, que adoptó esta estética en su traducción del Rómulo de Virgilio Malvezzi y cuya obra cumbre en ella es el Marco Bruto, o Luis Vélez de Guevara en su El diablo cojuelo, entre otros que utilizaron menos intensamente esta estética, como el Conde de Villamediana en sus versos cortos, Conde de Salinas y, ya en el siglo XVIII d. C., los posbarrocos Diego de Torres Villarroel y Eugenio Gerardo Lobo.

## Trascendencia europea
El conceptismo español en la fórmula de la prosa de Fray Antonio de Guevara fue tan popular en Europa que incluso engendró un movimiento prosístico conceptista en Inglaterra conocido como Eufuismo. En Francia fue conocido como Preciosismo, en Italia como Marinismo, y en Alemania lo siguió la Segunda escuela de Silesia.